# Kościół Nawrócenia św. Pawła Apostoła w Uściu Solnym
Kościół Nawrócenia Świętego Pawła Apostoła – rzymskokatolicki kościół parafialny znajdujący się w miejscowości Uście Solne, w gminie Szczurowa, w powiecie brzeskim województwa małopolskiego.

## Historia
Obecna budowla została wzniesiona w latach 1833-1839 i konsekrowana została przez biskupa tarnowskiego, Józefa Wojtarowicza w 1842 roku. Podczas pierwszej wojny światowej, w 1914 roku uległy zniszczeniu wieża oraz wieżyczka na sygnaturkę. W 1915 roku świątynia została prowizorycznie odbudowana, a przy odbudowie pracował wówczas czynny cieśla Paweł Wieczorek. W latach 1924–1926 świątynia została przebudowana i rozbudowana według projektu architekta Zdzisława Mączeńskiego. Powstały wówczas kaplice boczne, wieża została odbudowana i została przekształcona fasada. W latach 1962–1963 zostały podwyższone dachy świątyni i odbudowana została wieżyczkę na sygnaturkę według projektu architekta Antoniego Mazura.

## Architektura
Oryginalnie świątynia nosiła cechy stylu klasycystycznego, nawiązującego do tzw. stylu "józefińskiego", po przebudowie uzyskała częściowo cechy stylu neobarokowego. Jest to budowla murowana z cegły i otynkowana. 
Kościół jest jednonawowy, posiada prezbiterium zamknięte półkoliście, po bokach którego są umieszczone dobudówki zakrystyjne. Przy nawie od strony południowej i północnej znajdują się kwadratowe kaplice, nakryte kopułami z latarniami, natomiast od strony zachodniej jest umieszczona wtopiona w korpus neobarokowa wieża z latarnią. Elewacja frontowa jest rozczłonkowana pilastrami podtrzymującymi gzyms i belkowanie. W niszach z lewej i prawej strony wejścia znajdują się figury świętych Piotra i Pawła. Budowla nakryta jest dachami dwuspadowymi, nad nawą znajduje się wieżyczką na sygnaturkę z latarnią o cechach barokowych. Wnętrze nakrywają sklepienia żaglaste oparte na gurtach. Polichromia o charakterze figuralnym i ornamentalnym została wykonana w 1966 roku przez Wacława Taranczewskiego.

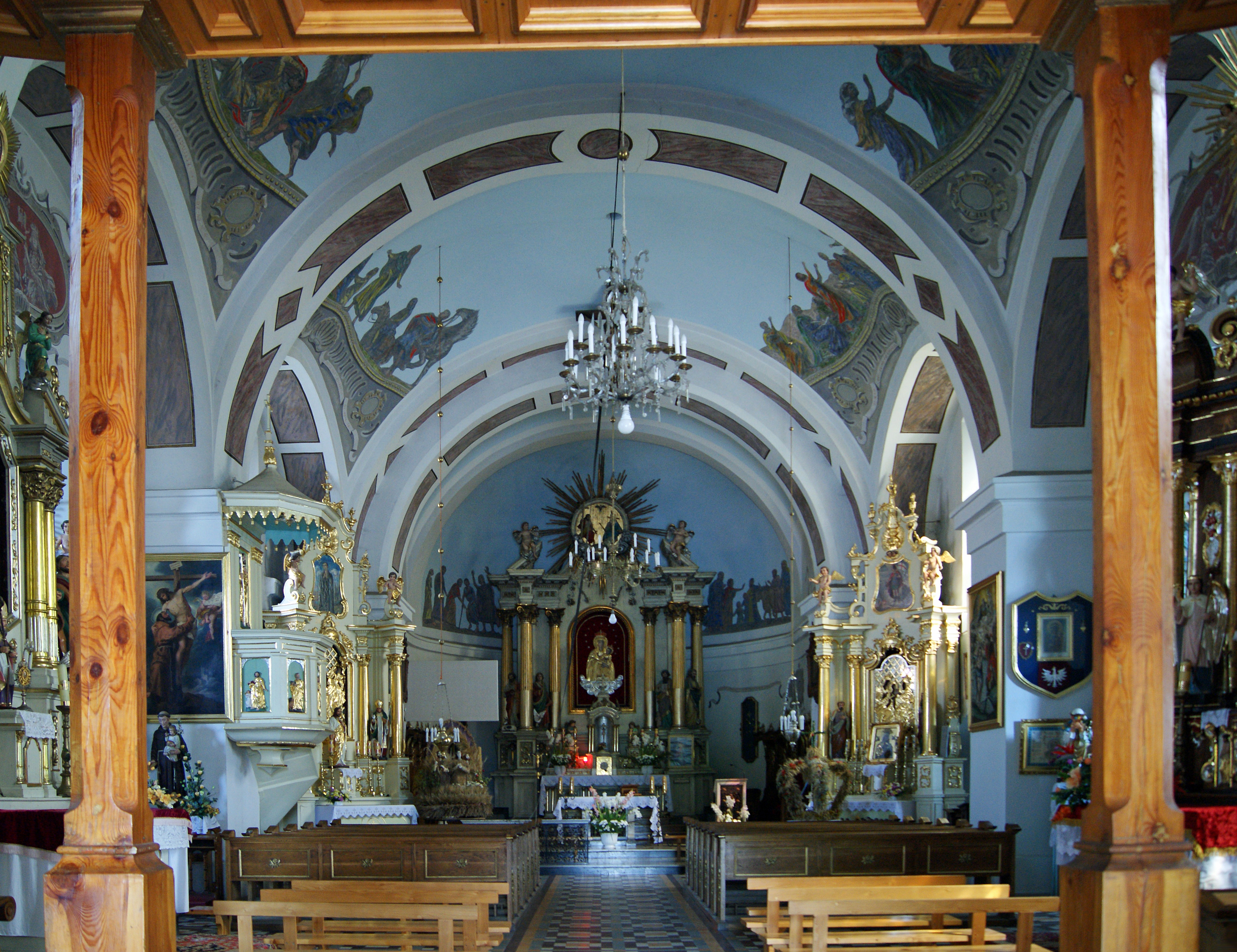
Wnętrze kościoła